# Патриа (корабль)

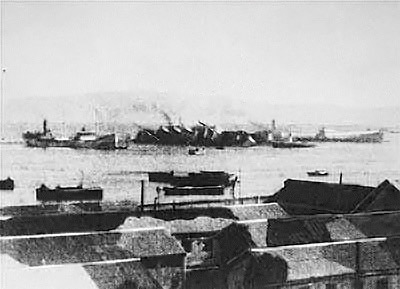
«Патриа» тонет на рейде в Хайфе.

«Патриа» (фр. Patria) — пассажирский океанский лайнер французской постройки. Был потоплен на рейде Хайфы 25 ноября 1940 года в результате взрыва бомбы, подложенной членами еврейской военизированной организации «Хагана». В момент взрыва на корабле находилось 1800 нелегальных еврейских иммигрантов из Европы, которых британские власти хотели переправить на Маврикий и Тринидад. В результате затопления корабля погибло от 250 до 267 иммигрантов.

## Предшествующие события
В 1940 году нацисты поощряли эмиграцию евреев из Европы. Комитет по высылке евреев из Европы, действующий под руководством Адольфа Эйхмана, зафрахтовал три корабля: «Милос», «Пасифик» и «Атлантик». В румынском порту Тулча корабли взяли на борт 3600 еврейских беженцев из Вены, Данцига и Праги. Нацисты пытались избавиться от еврейского населения и в то же время навредить англичанам, которые после 1939 года ограничили еврейскую иммиграцию из-за арабского восстания в Палестине.
Когда корабли прибыли в Палестину в ноябре 1940 года, они были перехвачены британскими ВМС и доставлены на рейд в Хайфе. Британский Верховный Комиссар в Палестине сэр Гарольд Макмайкл издал постановление, согласно которому все нелегальные беженцы должны быть переправлены на острова Маврикий в Индийском океане и на Тринидад в Карибском море. Предполагалось что 100 пассажиров сойдут на берег в Суэце, так как они хотели вступить в чехословацкую армию в составе сил союзников.
Беженцев стали перемещать на корабль «Патриа», который представлял собой океанский лайнер, ранее принадлежавший Франции и захваченный англичанами в Хайфе после вторжения Германии во Францию. На «Патрию» переместили большинство беженцев с «Милоса» и «Пасифика» и незначительную часть беженцев с «Атлантики», который добрался до Хайфы только 24 ноября.

## Взрыв
«Хагана» стремилась воспрепятствовать депортации прибывших беженцев из Палестины и решила привести корабль в негодность. Было решено подложить бомбу, чтобы испортить двигатели. Однако, согласно версии исполнителей, последствия взрыва были просчитаны неверно и в днище корабля была пробита огромная дыра. Взрыв произошёл в 10 часов утра 25 ноября 1940 года. Сразу после взрыва все находившиеся в порту бросились на спасение еврейских иммигрантов, среди них были арабы, британские солдаты и полицейские. Невзирая на все попытки, спасателям не удалось разгерметизировать нижние трюмы, и люди, включая женщин и детей, остались в ловушке. Корабль затонул в течение 15 минут. Большинство пассажиров удалось спасти, но от 250 до 267 человек погибли. Погибшие были похоронены в Зихрон Яакове, неподалёку от Хайфы, некоторые были погребены в безымянных могилах. Дети, потерявшие при взрыве своих родителей, были отданы в приют, названный Мосад («учреждение» или «основа, устой»).

## Последствия
Британские власти позволили выжившим пассажирам остаться в Палестине на гуманитарных основаниях. Сначала они были помещены в лагерь для иммигрантов в Атлите, но в последующем их оттуда выпустили. Пассажиры корабля «Атлантик» были перевезены на Маврикий. После войны, после того как им было разрешено покинуть лагерь беженцев, около 80 % из них переехало в Палестину.
Сначала предполагалось, что взрыв подготовила радикальная группа «Иргун», однако позже выяснилось, что его устроили члены «Хаганы».